# جوردن بانستر
جوردن بانستر (بالإنجليزية: Jordan Bannister)‏ هو لاعب كرة قدم أسترالية أسترالي، ولد في 31 أكتوبر 1982 في ملبورن في أستراليا.

## وصلات خارجية
- جوردن بانستر على موقع AustralianFootball.com (الإنجليزية)
- جوردن بانستر على موقع AFLtables.com (الإنجليزية)